# Ферма, Пьер
Пьер де Ферма́ (фр. Pierre de Fermat, 1607—12 января 1665) — французский математик-самоучка, один из создателей аналитической геометрии, математического анализа, теории вероятностей и теории чисел. По профессии юрист, с 1631 года — советник парламента в Тулузе. Один из величайших математиков всех времён. Блестящий полиглот. Наиболее известен формулировкой Великой теоремы Ферма, «самой знаменитой математической загадки всех времён».

## Биография
Пьер Ферма родился в 1607 году между октябрём и декабрём в гасконском городке Бомон-де-Ломань (фр. Beaumont-de-Lomagne) во Франции. Его отец, Доминик Ферма, был зажиточным торговцем-кожевником, вторым городским консулом. В семье, кроме Пьера, были ещё один сын и две дочери. Ферма получил юридическое образование — сначала в Тулузе (1620—1625), а затем в Бордо и Орлеане (1625—1631).
В 1631 году, успешно окончив обучение, Ферма выкупил должность королевского советника парламента (другими словами, члена высшего суда) в Тулузе. В этом же году он женился на дальней родственнице матери, Луизе де Лонг. У них было пятеро детей.
Быстрый служебный рост позволил Ферма стать членом Палаты эдиктов в городе Кастр (1648). Именно этой должности он обязан добавлением к своему имени признака знатности — частицы de; с этого времени он становится Пьером де Ферма.
Спокойная размеренная жизнь провинциального юриста оставляла Ферма время на самообразование и математические исследования. В 1636 году он написал трактат «Введение к теории плоских и пространственных мест», где независимо от «Геометрии» Декарта (вышедшей годом позже) изложил аналитическую геометрию. В 1637 году сформулировал свою «Великую теорему». В 1640 году обнародовал менее знаменитую, но гораздо более фундаментальную Малую теорему Ферма. Вёл активную переписку (через Марена Мерсенна) с крупными математиками того периода. С его переписки с Паскалем начинается формирование идей теории вероятностей.
В 1637 году начался конфликт Ферма и Декарта. Ферма уничтожающе отозвался о декартовой «Диоптрике», Декарт не остался в долгу, дал разгромный отзыв на работы Ферма по анализу и намекнул, что часть результатов Ферма являются плагиатом из декартовской «Геометрии». Метод Ферма для проведения касательных Декарт не понял (изложение в статье Ферма в самом деле было кратким и небрежным) и в качестве вызова предложил автору найти касательную к кривой, позднее названной «декартов лист». Ферма не замедлил дать два правильных решения — одно согласно статье Ферма, другое — основанное на идеях «Геометрии» Декарта, причём стало очевидным, что способ Ферма проще и удобнее. Посредником в споре выступил Жерар Дезарг — он признал, что метод Ферма универсален и правилен по существу, но изложен неясно и неполно. Декарт принёс извинения сопернику, но до конца жизни относился к Ферма недоброжелательно.
Около 1652 года Ферма пришлось опровергать сообщение о своей кончине во время эпидемии чумы; он действительно заразился, но выжил, причём смерть множества коллег продвинула Ферма до поста высшего парламентского судьи. В 1654 году Ферма совершил единственное в своей жизни дальнее путешествие по Европе. В 1660 году планировалась его встреча с Паскалем, но из-за плохого здоровья обоих учёных встреча не состоялась.
Пьер де Ферма умер 12 января 1665 года в городе Кастр, во время выездной сессии суда. Первоначально его похоронили там же, в Кастре, но позднее (1675) прах перенесли в семейную усыпальницу Ферма в тулузской церкви августинцев. В годы Французской революции останки Ферма затерялись.
Старший сын учёного, Клеман-Самуэль (также любитель математики), издал в 1670 году посмертное собрание трудов отца (несколько сотен писем и заметок), из которого научная общественность и узнала о замечательных открытиях Пьера Ферма. Дополнительно он опубликовал «Комментарии к Диофанту», сделанные отцом на полях перевода книги Диофанта; с этого момента начинается известность «Великой теоремы Ферма».
Современники характеризуют Ферма как честного, аккуратного, уравновешенного и приветливого человека, блестяще эрудированного как в математике, так и в гуманитарных науках, знатока многих древних и живых языков, на которых он писал неплохие стихи.

## Научная деятельность
Открытия Ферма дошли до нас благодаря сборнику его обширной переписки (в основном через Мерсенна), изданной посмертно сыном учёного. Ферма приобрёл славу одного из первых математиков Франции, хотя и не писал книг (научных журналов ещё не было), ограничиваясь письмами к коллегам. Среди его корреспондентов были Рене Декарт, Блез Паскаль, Жерар Дезарг, Жиль Роберваль, Джон Валлис и другие. Единственной работой Ферма, опубликованной в печатном виде при его жизни, стал «Трактат о спрямлении» (1660), который вышел в свет как приложении к труду его земляка и друга Антуана де Лалувера и (по требованию Ферма) без указания имени автора.
В отличие от Декарта и Ньютона, Ферма был чистым математиком — первым великим математиком новой Европы. Независимо от Декарта он создал аналитическую геометрию. Раньше Ньютона умел использовать дифференциальные методы для проведения касательных, нахождения максимумов и вычисления площадей. Правда, Ферма, в отличие от Ньютона, не свёл эти методы в систему, однако Ньютон позже признавался, что именно работы Ферма подтолкнули его к созданию анализа.
Главная же заслуга Пьера Ферма — создание теории чисел.

### Теория чисел
Математики Древней Греции со времён Пифагора собирали и доказывали разнообразные утверждения, относящиеся к натуральным числам (например, методы построения всех пифагоровых троек, метод построения совершенных чисел и т. п.). Диофант Александрийский (III век н. э.) в своей «Арифметике» рассматривал многочисленные задачи о решении в рациональных числах алгебраических уравнений с несколькими неизвестными (ныне диофантовыми принято называть уравнения, которые требуется решить в целых числах). Эта книга (не полностью) стала известна в Европе в XVI веке, а в 1621 году она была издана во Франции и стала настольной книгой Ферма.
Ферма постоянно интересовался арифметическими задачами, обменивался сложными задачами с современниками. Например, в своём письме, получившем название «Второго вызова математикам» (февраль 1657 года), он предложил найти общее правило решения уравнения Пелля {\displaystyle ax^{2}+1=y^{2}} в целых числах. В письме он предлагал найти решения при a = 149, 109, 433. Полное решение задачи Ферма было найдено лишь в 1759 году Эйлером.
Начал Ферма с задач про магические квадраты и кубы, но постепенно переключился на закономерности натуральных чисел — арифметические теоремы. Несомненно влияние Диофанта на Ферма, и символично, что он записывает свои удивительные открытия на полях «Арифметики».
Ферма обнаружил, что если a не делится на простое число p, то число {\displaystyle a^{p-1}-1} всегда делится на p (см. Малая теорема Ферма). Позднее Эйлер дал доказательство и обобщение этого важного результата: см. Теорема Эйлера.
Обнаружив, что число {\displaystyle 2^{2^{k}}+1} простое при k ≤ 4, Ферма решил, что эти числа простые при всех k, но Эйлер впоследствии показал, что при k = 5 имеется делитель 641. До сих пор неизвестно, конечно или бесконечно множество простых чисел Ферма.
Эйлер доказал (1749) ещё одну гипотезу Ферма (сам Ферма редко приводил доказательства своих утверждений): простые числа вида 4k + 1 представляются в виде суммы двух квадратов (5 = 4 + 1; 13 = 9 + 4), причём единственным способом, а для чисел, содержащих в своём разложении на простые множители простые числа вида 4k + 3 в нечётной степени, такое представление невозможно. Эйлеру это доказательство стоило 7 лет трудов; сам Ферма доказывал эту теорему косвенно, изобретённым им индуктивным «методом бесконечного спуска». Этот метод был опубликован только в 1879 году; впрочем, Эйлер восстановил суть метода по нескольким замечаниям в письмах Ферма и неоднократно успешно его применял. Позже усовершенствованную версию метода применяли Пуанкаре и Андре Вейль.
Ферма разработал способ систематического нахождения всех делителей числа, сформулировал теорему о возможности представления произвольного числа суммой не более четырёх квадратов (теорема Лагранжа о сумме четырёх квадратов). Самое знаменитое его утверждение — «Великая теорема Ферма» (см. ниже).
Большой интерес вызывали у Ферма фигурные числа. В 1637 году он сформулировал так называемую «золотую теорему»:
- Всякое натуральное число — либо треугольное, либо сумма двух или трёх треугольных чисел.
- Всякое натуральное число — либо квадратное, либо сумма двух, трёх или четырёх квадратных чисел (теорема Лагранжа о сумме четырёх квадратов).
- Всякое натуральное число — либо пятиугольное, либо сумма от двух до пяти пятиугольных чисел.
- И т. д.

Этой теоремой занимались многие выдающиеся математики, полное доказательство сумел дать Коши в 1813 году.
Многие остроумные методы, применяемые Ферма, остались неизвестными. Однажды Мерсенн попросил Ферма выяснить, является ли многозначное число 100 895 598 169 простым. Ферма не замедлил сообщить, что {\displaystyle 100\,895\,598\,169=898\,423\cdot 112\,303} (оба сомножителя — простые числа); он не пояснил, как нашёл эти делители. В одном из писем Френиклю де Бесси Ферма поставил задачу: найти прямоугольный треугольник, у которого гипотенуза и сумма катетов — квадратные числа (то есть точные квадраты). Френикль высказал сомнение, что задача имеет решение, однако Ферма в ответном письме привёл одно из решений.
Гипотенуза: {\displaystyle 4\,687\,298\,610\,289=2\,165\,017^{2};}
Катеты: 4 565 486 027 761 и 1 061 652 293 520;
Сумма катетов: {\displaystyle 5\,627\,138\,321\,281=2\,372\,159^{2}}.
Арифметические открытия Ферма опередили время и были забыты на 70 лет, пока ими не заинтересовался Эйлер, опубликовавший систематическую теорию чисел. Одна из причин этого — интересы большинства математиков переключились на математический анализ; сказалось, вероятно, и то, что Ферма использовал устаревшую и громоздкую математическую символику Виета вместо гораздо более удобных обозначений Декарта.

### Математический анализ и геометрия
Ферма практически по современным правилам находил касательные к алгебраическим кривым. Именно эти работы подтолкнули Ньютона к созданию анализа. В учебниках по математическому анализу можно найти важную лемму Ферма, или необходимый признак экстремума: в точках экстремума производная функции равна нулю.
Ферма сформулировал общий закон дифференцирования дробных степеней. Он дал общий способ для проведения касательных к произвольной алгебраической кривой. В «Трактате о квадратурах» (1658) Ферма показал, как найти площадь под гиперболами различных степеней, распространив формулу интегрирования степени даже на случаи дробных и отрицательных показателей. В «Трактате о спрямлении» Ферма описал общий способ решения труднейшей задачи нахождения длины произвольной (алгебраической) кривой.
Наряду с Декартом, Ферма считается основателем аналитической геометрии. В работе «Введение к теории плоских и пространственных мест», ставшей известной в 1636 году, он первый провёл классификацию кривых в зависимости от порядка их уравнения, установил, что уравнение первого порядка определяет прямую, а уравнение второго порядка — коническое сечение. Развивая эти идеи, Ферма пошёл дальше Декарта и попытался применить аналитическую геометрию к пространству, но существенно не продвинулся в этой теме.

### Другие достижения
Независимо от Паскаля Ферма разработал основы теории вероятностей. Именно с переписки Ферма и Паскаля (1654), в которой они, в частности, пришли к понятию математического ожидания и теоремам сложения и умножения вероятностей, отсчитывает свою историю эта замечательная наука. Результаты Ферма и Паскаля были приведены в книге Гюйгенса «О расчётах в азартной игре» (1657), первом руководстве по теории вероятностей.
Имя Ферма носит основной вариационный принцип геометрической оптики, в силу которого свет в неоднородной среде выбирает путь, занимающий наименьшее время (впрочем, Ферма считал, что скорость света бесконечна, и формулировал принцип более туманно). С этого тезиса начинается история главного закона физики — принципа наименьшего действия.
Ферма перенёс на трёхмерный случай (внутреннего касания сфер) алгоритм Виета для задачи Аполлония касания окружностей.

### Великая теорема Ферма
Для любого натурального числа {\displaystyle n>2} уравнение
{\displaystyle a^{n}+b^{n}=c^{n}}
не имеет натуральных решений {\displaystyle a}, {\displaystyle b} и {\displaystyle c}.

Ферма широко известен благодаря так называемой великой (или последней) теореме Ферма. Теорема была сформулирована им в 1637 году, на полях книги «Арифметика» Диофанта с припиской, что найденное им остроумное доказательство этой теоремы слишком длинно, чтобы привести его на полях.
Вероятнее всего, его доказательство не было верным, так как позднее он опубликовал доказательство только для случая {\displaystyle n=4}. Доказательство, разработанное в 1994 году Эндрю Уайлсом, содержит 129 страниц и опубликовано в журнале «Annals of Mathematics» в 1995 году.
Простота формулировки этой теоремы привлекла много математиков-любителей, так называемых ферматистов. Даже и после решения Уайлса во все академии наук идут письма с «доказательствами» великой теоремы Ферма.

## Увековечение памяти
- В 1935 году Международный астрономический союз присвоил имя Пьера Ферма кратеру на видимой стороне Луны.
- Математическая премия Ферма вручается с 1989 года.
- В Тулузе имя Ферма присвоено улице, а также старейшему и самому престижному лицею Тулузы (фр. Lycée Pierre de Fermat).
- В Бомон-де-Ломани, где родился Ферма, открыт его музей и установлен памятник учёному. В его честь названы улица и расположенный на этой улице отель.
- В честь Ферма названы различные математические теоремы и понятия, в том числе:
Великая теорема Ферма
Малая теорема Ферма
Метод факторизации Ферма
Проблема Штейнера
Спираль Ферма
Точка Ферма
Числа Ферма

## Ферма в художественной литературе и на марках
Александр Казанцев написал научно-фантастический роман-гипотезу «Клокочущая пустота». Книга первая этого романа, «Острее шпаги», посвящена описанию жизни и достижений Пьера Ферма.
В год 400-летия учёного (2001) почта Франции выпустила почтовую марку (0,69 евро) с его портретом и формулировкой Великой теоремы.

## Труды в русском переводе
- Ферма П. Исследования по теории чисел и диофантову анализу. М.: Наука, 1992. ISBN 5-02-014121-6. Переиздания: 2007, 2015.